# ريان ألين
ريان ألين (بالإنجليزية: Ryan Allen)‏ (و. 1990  م) هو لاعب كرة قدم أمريكية، من الولايات المتحدة، ولد في سايلم، يلعب كراكل ‏.

## التعليم
تعلم في West Salem High School (Salem, Oregon) ‏.

## روابط خارجية
- ريان ألين على موقع إي إس بي إن.كوم (أن.أف.أل)3
- ريان ألين على موقع مرجع كرة القدم المحترفة.كوم (الإنجليزية)
- ريان ألين على موقع كلية كرة القدم في سبورتس رفرنس.كوم (الإنجليزية)